# Vécs
Vécs község Heves vármegye Gyöngyösi járásában.

## Fekvése
A vármegye középső részén fekszik, Gyöngyöstől keletre.
A közvetlen szomszédos települések: észak felől Kisnána, északkelet felől Verpelét, kelet felől Feldebrő, délkelet felől Aldebrő és Tófalu, nyugat felől pedig Domoszló. [Dél felől a Mátrai Erőmű aldebrői lignitbányája határolja.]

### Megközelítése
Csak közúton érhető el, Kisnána felől a 24 131-es, Feldebrő és Detk felől pedig a 24 132-es számú mellékúton. Határszélét délen érinti még a 2420-as út is.

## Története
Az újabb kőkorból és a bronzkorból származó emlékek igazolják az ember itteni korai megjelenését. Feltételezik, hogy a Tarna-völgyből vagy a Tarnócán dél felől jövő Tisza-kultúra népcsoportjai szállták meg a község határát. A falu neve először az 1332–37-es pápai tizedjegyzékben Weck alakban jelent meg, későbbi oklevelek Weche, Wech formában említik. A Vécsi család birtoka volt, 1438-ban Vécsi László, a vármegye alispánja birtokolta. A 15. század végén Vécsi Gábor hűtlensége miatt Mátyás király elkobozta a falut, és Nagylucsei Dóczy Orbán győri püspöknek adományozta. A török uralom idején elnéptelenedett. A 17. század végén a kisnánai uradalomhoz tartozott, 1715-ben kuriális község, 1848 előtt úrbéres község, 1871 után nagyközség. Lakosainak fő megélhetési forrása a 20. század első felétől a búza-, kukorica-, zöldtakarmány- és lencsetermesztés. 1950 előtt közigazgatásilag Gyöngyöshöz tartozott, azóta önálló község.

## Közélete

### Polgármesterei
- 1990–1994: Búzás István (független)[3]
- 1994–1998: Búzás István (független)[4]
- 1998–2001: Simon Endre (független)[5]
- 2001–2002: Dr. Galgóczy Béla (független)[6][7]
- 2002–2006: Buzás István (független)[8]
- 2006–2010: Szlovencsák Attiláné (független)[9]
- 2010–2014: Szlovencsák Attiláné (független)[10]
- 2014–2019: Szlovencsák Attiláné (független)[11]
- 2019–2024: Gellén István (független)[12]
- 2024– : Gellén István (független)[1]

A településen 2001. május 20-án időközi polgármester-választást tartottak, az előző polgármester lemondása miatt.

## Népesség
A település népességének változása:
| Lakosok száma | 642  | 622  | 625  | 634  | 611  | 611  | 569  |
|               | 2013 | 2014 | 2015 | 2021 | 2022 | 2023 | 2024 |

2001-ben a település lakosságának 97%-a magyar, 3%-a cigány nemzetiségűnek vallotta magát.
A 2011-es népszámlálás során a lakosok 94,3%-a magyarnak, 14,4% cigánynak, 1,6% románnak mondta magát (5,7% nem nyilatkozott; a kettős identitások miatt a végösszeg nagyobb lehet 100%-nál). A vallási megoszlás a következő volt: római katolikus 70,2%, református 6,5%, evangélikus 0,2%, görögkatolikus 0,8%, felekezeten kívüli 11,4% (10,6% nem nyilatkozott).
2022-ben a lakosság 93,5%-a vallotta magát magyarnak, 14,7% cigánynak, 0,7% románnak, 1,6% egyéb, nem hazai nemzetiségűnek (6,2% nem nyilatkozott; a kettős identitások miatt a végösszeg nagyobb lehet 100%-nál). Vallásuk szerint 37,6% volt római katolikus, 5,7% református, 0,8% görög katolikus, 0,2% evangélikus, 1,6% egyéb keresztény, 1,6% egyéb katolikus, 6,9% felekezeten kívüli (45,3% nem válaszolt).